# Uromyces inflatus
Uromyces inflatus är en svampart som först beskrevs av Mordecai Cubitt Cooke, och fick sitt nu gällande namn av McKenzie 2008. Uromyces inflatus ingår i släktet Uromyces och familjen Pucciniaceae.   Inga underarter finns listade i Catalogue of Life.